# Philantomba monticola
A seixa (Philantomba monticola), também conhecida como cabrito-azul, é um pequeno antílope encontrado do leste da Nigéria ao Quênia e Tanzânia e ao sul até a África do Sul. Ocorre também nas ilhas de Zanzibar, Pemba e Bioko.